# Best of Soul
Pour les articles homonymes, voir Best of.
Albums de BoA
My Name
(2004) Girls on Top
(2005)
Best of Soul est une compilation des chansons japonaises de BoA. L’album contient des singles de ses trois premiers albums japonais (Listen to My Heart, Valenti et Love and Honesty), ainsi que trois chansons inédites : Quincy, Kono yo no Shirushi et Meri Kuri. L’album sort en deux versions : une version standard et une version « perfect » qui contient un DVD supplémentaire avec quelques clips. L’album est numéro 1 du hit parade Oricon et se vend à 489 067 copies en première semaine. Il est certifié « million » par le RIAJ.

## Liste des titres
| 1.  | Listen to my Heart                                             | 3:57 |
| 2.  | ID; Peace B                                                    | 3:54 |
| 3.  | Amazing kiss                                                   | 4:34 |
| 4.  | Kimochi wa tsutawaru                                           | 4:24 |
| 5.  | Every heart ~Minna no Kimochi~                                 | 4:33 |
| 6.  | Valenti                                                        | 4:18 |
| 7.  | Kiseki (奇跡)                                                  | 4:20 |
| 8.  | No.1                                                           | 3:14 |
| 9.  | Jewel Song                                                     | 5:27 |
| 10. | Shine we are!                                                  | 5:05 |
| 11. | Double                                                         | 3:28 |
| 12. | Rock With You                                                  | 4:15 |
| 13. | Quincy                                                         | 3:49 |
| 14. | Kono yo no Shirushi (コノヨノシルシ)                           | 3:47 |
| 15. | Meri Kuri (メリクリ)                                           | 5:34 |
| 16. | La-la-la Love Song (reprise de Toshi Kubota et Naomi Campbell) | 5:40 |

| 1.  | ID; Peace B                      |  |
| 2.  | Amazing kiss                     |  |
| 3.  | Kimochi wa tsutawaru             |  |
| 4.  | Listen to my Heart               |  |
| 5.  | Every heart ~Minna no Kimochi~   |  |
| 6.  | Valenti                          |  |
| 7.  | Kiseki (奇跡)                    |  |
| 8.  | Jewel Song                       |  |
| 9.  | Shine we are!                    |  |
| 10. | Double                           |  |
| 11. | Rock With You                    |  |
| 12. | Be the One                       |  |
| 13. | Quincy                           |  |
| 14. | Meri Kuri (メリクリ)             |  |
| 15. | The Love Bug (m-flo loves BoA)   |  |
| 16. | Quincy (Making of)               |  |
| 17. | Meri Kuri (Making of) (メリクリ) |  |